# 4 Heures d'Abou Dabi 2023
Navigation
Édition précédente Édition suivante
Les 4 Heures d'Abou Dabi 2023, disputées du 18 février 2023 au 19 février 2023 sur le Circuit Yas Marina. Lors de cette épreuve, deux courses de 4 heures ont eu lieu et ont été la troisième et dernières manches de l'Asian Le Mans Series 2023.

## Course 1

### Classement de la course
Voici le classement final au terme de la course.
- Les vainqueurs de chaque catégorie sont signalés par un fond jauni.

### Pole position et record du tour
- Pole position :
- Meilleur tour en course :

### À noter
- Longueur du circuit : 5,281 km
- Distance parcourue par les vainqueurs :

## Course 2

### Classement de la course
Voici le classement officiel au terme de la course.
- Les vainqueurs de chaque catégorie sont signalés par un fond jauni.

### Pole position et record du tour
- Pole position :
- Meilleur tour en course :

### À noter
- Longueur du circuit : 5,281 km
- Distance parcourue par les vainqueurs :